# Schloss Heuberg

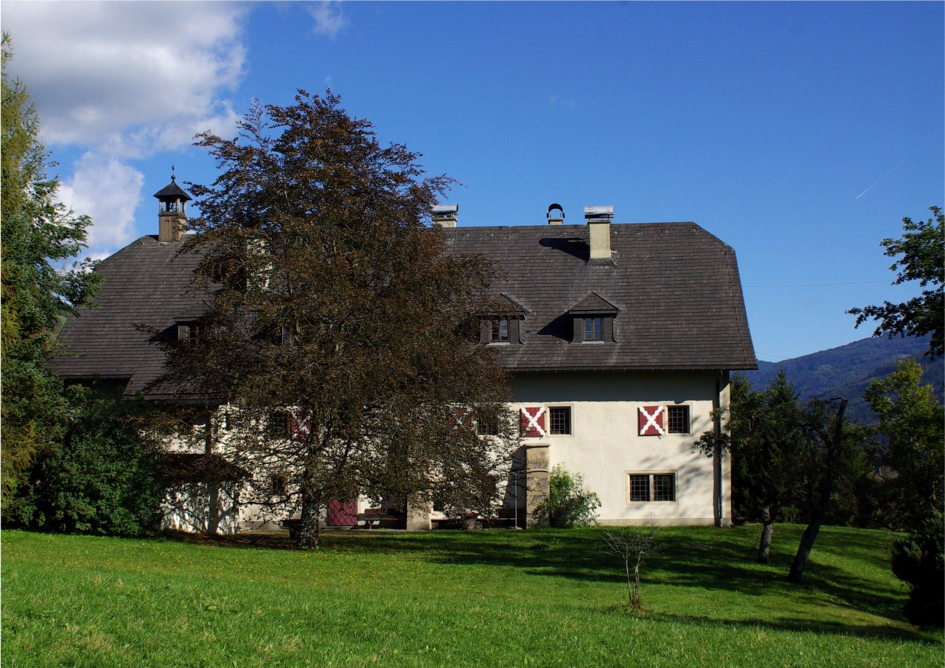
Schloss Heuberg

Das Schloss Heuberg liegt auf der Sonnseite des Salzachtals oberhalb des Ortsteils St. Georgen in Bruck an der Großglocknerstraße im Pinzgau Bezirk Zell am See, 7 km östlich der Stadt Zell am See.

## Geschichte
Das Schloss wurde vor 1100 von den Grafen von Sulzbach erbaut und damals als Hof zu Niederheim bezeichnet.
Anlässlich dessen Gründung durch Irmgard von Sulzbach kam es durch Schenkung an das Hochstift Berchtesgaden und wurde zum Amtssitz der Propstei Niederheim. 
Die Besitzungen, die zu Niederhaim gehörten, wurden mit 170 Prädien, 37 Höfen, 29 Hufen, 10 Häusern, 11 Mühlen und mit einigen Weingärten angegeben. Daneben noch ansehnliche Waldanteile und einige Salzbrunnen. Ein Teil dieses Besitzes lag in Niederheim, ein anderer in der Kreuztracht Prugg, ein weiterer in Taxenbach und zwar vor allem in den Weilern Thannberg und March. Weiterer Besitz lag in Embach, Eschenau und Rauris. Durch die darunter befindlichen Rechte, wie z. B. ergiebige Salzbrunnen, waren Konflikte mit dem Erzbischof vorprogrammiert. Man war daher bemüht, das Stift und seine Besitzungen kirchlicherseits abzusichern, um Zugriffe von Salzburg zu verhindern. Papst Paschalis II., 1099 bis 1118, bestätigt 1105 das Eigentum der Stiftung („allodia vestra villamm scilicet Berthesgadem et Niderhaim“, d. h., „Euer volles Eigentum, vornehmlich auch das Landgut Berchtesgaden und Niederhaim“). Er stellt gleichzeitig das Kloster Berchtesgaden unter seinen besonderen Schutz. Damit beginnt die Geschichte der Propstei von Niederhaim, später Heuberg. Es wird zum Sitz eines Berchtesgadischen weltlichen Propstes. Seine Aufgabe ist es, den gesamten Besitz des Stiftes im Pinzgau zu verwalten.
1296 ist das erste Mal in einer Urkunde nicht mehr von Niederhaim allein, sondern auch von einem „Heyberch“ zu lesen. In einer Urkunde im Jahr 1454 wurde von „Gericht und Herlikait am Heuperg“ geschrieben. 1474 war Peter Renn Amann auf dem Heuperg. Einer der berühmtesten Herren auf Heuberg war der Propst Georg Stöckl. Er spendete im Jahr 1518 der Kirche zum Hl. Georg den Marmoraltar. Veit Stöckl, der im Jahr 1607 verstarb, war Amann der Berchtesgadischen Besitzungen auf dem Heyperg und hinterließ ein für damalige Zeiten riesiges Vermögen von 39.213 Gulden. Aufgrund von gleichzeitig bekannt gewordenen Steuerhinterziehungen wurde von dieser Nachlasssumme der Betrag von 27.000 Gulden beschlagnahmt. Im Jahr 1699 war Eduard Piesser Propsteiverwalter. Er tatt mit seinem Brauch, bei Vertragsabschlüssen Wein auszuschenken in das Schussfeld des damaligen Wirtes zu St.Georgen, Bartl Milthaler. Dieser beschwerte sich, dass ihm sein Geschäft geschmälert werde. Die Behörde gestattete dem Propst den Zeugentrunk weiterhin, jedoch keinen anderen Ausschank. 
1669 zerstörte ein Feuer das Schloss, 1673 wurde es, in etwas vereinfachter Form, wieder errichtet.
1803 verlor das Stift Berchtesgaden durch die Säkularisation seinen Grundbesitz an den bayrischen Staat, dieser verkaufte das Schloss im selben Jahre an Karl von Moll.
Seine Nachfahren verkauften den Ansitz im Jahr 1849 an die Pinzgauer Familie Scherer.
1900 gab es erneut einen großen Brand, und das Schloss musste wieder saniert werden. Über mehrere Generationen blieb nun Schloss Heuberg im Besitz der Familie Scherer (diese gaben sich den Beinamen „derer von Heuberg“), ehe es 1970 an die Familie Porsche (auch heute die Besitzer) verkauft wurde.

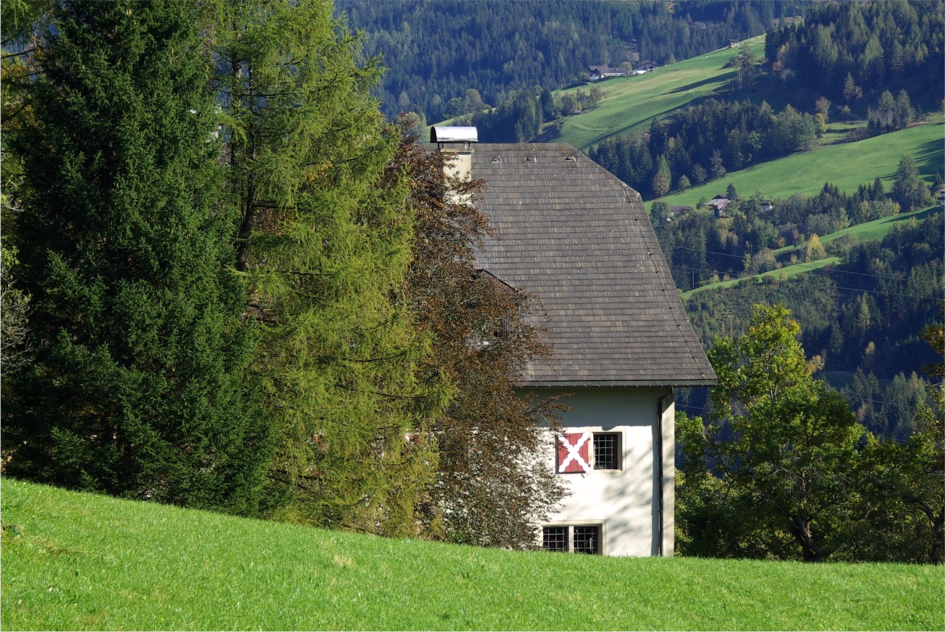
Schloss Heuberg

## Baubeschreibung
Das Schloss ist zweistöckig, 28 m lang und 17 m breit. Ein eher schlichter, zweigeschoßiger Giebelbau mit einem mächtigen Schopfdach und einem vorspringenden Rundturm. 
Der Eingang wurde in Form eines spitzen Eselrückenportals gestaltet. Über dem Portal ist das Wappen, aus Untersberger Marmor, von Maximilian Heinrich von Bayern, Kurfürst von Köln und Administrator von Berchtesgaden angebracht, der das heutige Gebäude bis 1672 errichten ließ.
In der Nordostecke befinden sich zwei massive Stützpfeiler im Untergeschoß sehr große, repräsentative Räume.
Im zweiten Stock liegt die barocke Kapelle von 1673. Der Altar weist Schnitzfiguren des Bildhauers Benedikt Faistenberger auf. Das Altarbild Maria Heimsuchung stammt von Johann Franz Pereth.
Das Schloss ist nur von außen zu besichtigen.